# Dina Titus
Alice Constandina Titus dite Dina Titus, née le 23 mai 1950 à Thomasville (Géorgie), est une femme politique américaine membre du Parti démocrate, élue du Nevada à la Chambre des représentants des États-Unis de 2009 à 2011 et depuis 2013.

## Biographie

### Études et débuts en politique
Après des études au Collège de William et Mary, Dina Titus obtient un master de l'université de Géorgie en 1973 et un doctorat de l'université d'État de Floride en 1976. Après son doctorat, elle vient enseigner les sciences politiques à l'université du Nevada. Elle y reste professeure jusqu'en 2011.
Elle est élue au Sénat du Nevada en 1989. À partir de 1993, il y dirige la minorité démocrate. Elle occupe ce poste qu'en 2009.
En 2006, elle est la candidate démocrate au poste de gouverneur du Nevada. Elle affronte le républicain Jim Gibbons. Lors des dernières semaines de campagne plusieurs scandales éclaboussent la candidature de Gibbons : des accusations d'agression sexuelle et l'emploi d'une nourrice immigrée illégale. Disposant de fonds plus restreints que son opposant, Titus perd l'élection de 16 000 voix (45 % contre 47 %), n'arrivant en tête que dans la région de Las Vegas.

### Représentante des États-Unis

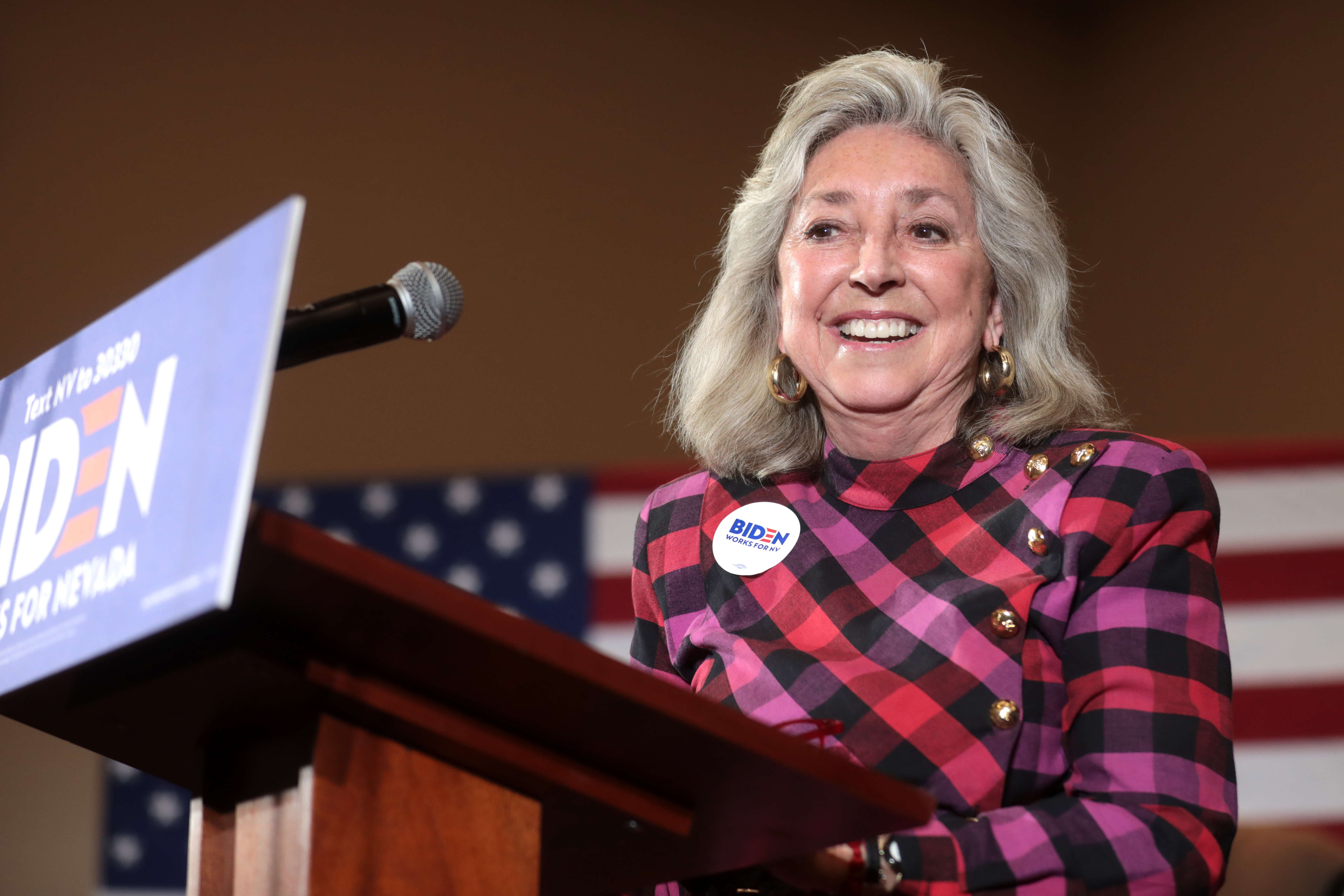
Dina Titus en campagne pour Joe Biden en 2020.

Lors des élections de 2008, elle se présente à la Chambre des représentants des États-Unis, dans le 3e district du Nevada, face au républicain sortant Jon Porter (en). Elle remporte l'élection avec 47,4 % des voix contre 42,3 % pour Porter alors que Barack Obama remporte le district avec une avance de 13 points.
Elle est candidate à sa réélection en 2010. Son opposant est le républicain Joe Heck. Le siège est considéré gagnable par les républicains : des groupes extérieurs aux candidats dépensent des millions de dollars dans la campagne (c'est le district où ils dépensent le plus d'argent après un district du Michigan). Jusqu'au mois d'octobre, Titus et Heck sont au coude-à-coude dans les sondages, mais une dernière enquête d'opinion donne le républicain largement gagnant. Elle perd finalement l'élection de justesse. À l'occasion d'une « vague républicaine », elle rassemble 47,5 % des voix contre 48,1 % en faveur de Heck.
En 2012, le Nevada dispose d'un siège de plus à la Chambre et les districts sont modifiés en conséquence. Alors que certains leaders démocrates souhaitent la voir se présenter dans le 3e district face à Heck, Titus est candidate le 1er district. La circonscription, favorable aux démocrates, inclut le centre de Las Vegas. Lors de la primaire démocrate, elle doit affronter le sénateur d'État Ruben Kihuen, soutenu en coulisses par Harry Reid. Cependant, face au statut de favorite de Titus, Kihuen se retire avant la primaire. Lors de l'élection générale, elle est élue avec 63,6 % des voix, tandis qu'Obama remporte le district avec un score similaire. Elle est réélue avec 56,8 % des suffrages en 2014, 61,9 % en 2016, 66,2 % 2018, 61,8 % en 2020, 51,6 % en 2022 et 52 % en 2024.